# Pimpla processioneae
Pimpla processioneae är en stekelart som beskrevs av Julius Theodor Christian Ratzeburg 1849. Pimpla processioneae ingår i släktet Pimpla och familjen brokparasitsteklar. Inga underarter finns listade i Catalogue of Life.